# Karl-Josef Rauber
Karl-Josef Rauber   (Nuremberg, 11 d'abril de 1934 - Rottenburg am Neckar, 26 de març de 2023) fou un cardenal alemany de l'Església catòlica, que serví com a nunci apostòlic entre 1982 i fins a la seva jubilació el 2009. Va ser promogut al Col·legi Cardenalici pel Papa Francesc al 2015.

## Biografia
Després de graduar-se al St.-Michaels-Gymnasium dels benedictins a Metten al 1950, Rauber estudià teologia i filosofia a la Universitat de Mainz. El 28 de febrer de 1959 va ser ordenat prevere pel bisbe Albert Stohr.
Va fer de capellà a Nidda i, al 1962, obtingué el doctorat en dret canònic per la Pontifícia Universitat Gregoriana de Roma. Paral·lelament estudià a la Pontifícia Acadèmia Eclesiàstica.
Començà el seu servei a la Secretaria d'Estat l'1 d'octubre de 1966, sent un dels quatre secretaris del Substitut del Secretari d'Estat, arquebisbe Giovanni Benelli. Inicialment era responsable dels territoris de parla alemanya. El 22 de desembre de 1976 el Papa Pau VI li concedí el títol honorífic de Prelat de Sa Santedat. Al 1977 va ser a Bèlgica i Luxemburg, i al 1981 a Grècia.
El 18 de desembre de 1982 el Papa Joan Pau II el nomenà arquebisbe titular de Iubaltiana i pro-nunci a Uganda. El mateix Joan Pau II el consagrà bisbe el 6 de gener de 1983. Els coconsagradors van ser Eduardo Martínez Somalo i Duraisamy Simon Lourdusamy.
El 22 de gener de 1990 el Papa Joan Pau el nomenà President de la Pontifícia Acadèmia Eclesiàstica, càrrec que ocupà fins al 16 de març de 1993. Al 1991 se li encarregà investigar els problemes descoberts a la diòcesi de Chur pel bisbe Wolfgang Haas. Al 1993 tornà al servei diplomàtic de la Santa Seu com a nunci apostòlic a Suïssa i Lichenstein, servint des del 16 de març de 1993 i fins al 25 d'abril de 1997; servint després a Hongria i Moldàvia (25 d'abril de 1997-22 de febrer de 2003), i finalment a Bèlgica i Luxemburg.
Quan els caps de l'Església a Roma deixaren de costat la seva recomanació de tres candidats pel càrrec d'arquebisbe de Malines-Brussel·les i el Papa Benet XVI nomenà en canvi a André-Joseph Léonard pel càrrec, Rauber objectà públicament i va descriure a Léonard com a totalment inapropiat pel nomenament.
El Papa Benet XVI acceptà la seva dimissió per motius d'edat al 2009.
El 4 de gener de 2015, el Papa Francesc anuncià que el faria cardenal el 14 de febrer. A la cerimònia va ser creat cardenal diaca de l'església titular de Sant'Antonio di Padova a Circonvallazione Appia.